# 2014年8月臺灣
| << | 2014年8月 （民國103年） | >> |    |    |    |    |
| \| 日 \| 一 \| 二 \| 三 \| 四 \| 五 \| 六 \| \| \| \| \| \| \| 1 \| 2 \| \| 3 \| 4 \| 5 \| 6 \| 7 \| 8 \| 9 \| \| 10 \| 11 \| 12 \| 13 \| 14 \| 15 \| 16 \| \| 17 \| 18 \| 19 \| 20 \| 21 \| 22 \| 23 \| \| 24 \| 25 \| 26 \| 27 \| 28 \| 29 \| 30 \| \| 31 \| \| \| \| \| \| \| |                         |    |    |    |    |    |
| 臺灣新聞動態／維基新聞 |                         |    |    |    |    |    |
| 世界／中国大陆／臺灣 |                         |    |    |    |    |    |
| 日 | 一                      | 二 | 三 | 四 | 五 | 六 |
| |                         |    |    |    | 1  | 2  |
| 3 | 4                       | 5  | 6  | 7  | 8  | 9  |
| 10 | 11                      | 12 | 13 | 14 | 15 | 16 |
| 17 | 18                      | 19 | 20 | 21 | 22 | 23 |
| 24 | 25                      | 26 | 27 | 28 | 29 | 30 |
| 31 |                         |    |    |    |    |    |

## 8月1日
- 高雄市前鎮區發生瓦斯外洩事件，截至清晨7時30分止，造成至少22死亡，270人受傷。自由電子報（页面存档备份，存于） 蘋果日報（页面存档备份，存于） 中央社（页面存档备份，存于）
- 國立屏東教育大學與國立屏東商業技術學院合併為國立屏東大學，首任校長為古源光。聯合新聞網 蘋果日報（页面存档备份，存于）

## 8月7日
- 教育部核准永達技術學院停辦，該校為臺灣第二所因少子化造成招生不足而退場之大專院校。自由電子報（页面存档备份，存于）

## 8月8日
- 沈富雄發表聲明表示將停止參與第6屆臺北市市長之競選。蘋果日報（页面存档备份，存于） 新頭殼

## 8月10日
- 行政院院長江宜樺批准張家祝請辭經濟部部長，而其職務則由政務次長杜紫軍暫代。蘋果日報（页面存档备份，存于）

## 8月15日
- 新北市新店區上午發生瓦斯外洩及氣爆之事件，造成3人死17人傷，新北市政府消防局事後鑑定為欣欣天然氣公司管線洩漏所致。新頭殼 公共電視（页面存档备份，存于） 蘋果日報（页面存档备份，存于）

## 8月16日
- 行政院今日上午以新聞稿公布5名部會副首長人事異動，其中指稱行政院大陸委員會特任副主委張顯耀因家庭因素請辭獲准，但張顯耀事後發表聲明反駁，後續引發張顯耀洩密事件。蘋果日報（页面存档备份，存于） 蘋果日報（页面存档备份，存于） 新頭殼

## 8月18日
- 經營賭博電玩致富的商人施家金在今日返抵國門後遭其司機綁架，主嫌於稍晚撕票並逃亡至泰國，最終於同年9月3日落網。蘋果日報（页面存档备份，存于） 公共電視（页面存档备份，存于） 蘋果日報（页面存档备份，存于）

## 8月26日
- 針對交通部控告中國廣播公司無權占有位於新北市板橋區的8筆國有地一案，最高法院今日駁回中廣的上訴，全案至此定讞並由交通部勝訴。蘋果日報（页面存档备份，存于） 公共電視（页面存档备份，存于）

## 8月27日
- 國防部、外交部、僑務委員會於今日迎返印緬中国远征军英靈牌位，並於圓山國民革命忠烈祠為其舉行入祀典禮。中央通訊社（页面存档备份，存于） 自由時報（页面存档备份，存于）

## 8月28日
- 臺灣中油公司前鎮儲運所下午將樹脂油裝載至貨輪時發生油管破裂的事件，因風向因素造成揮發的三甲基苯飄散至旗津中洲地區，導致超過千名民眾不適就醫。公共電視 蘋果日報（页面存档备份，存于）